# Huszár Imre (szobrász)
Huszár Imre (Nagyercse, 1899. szeptember 27. – Budapest, 1985. április 9.) Munkácsy Mihály-díjas (1973) magyar szobrász.

## Élete

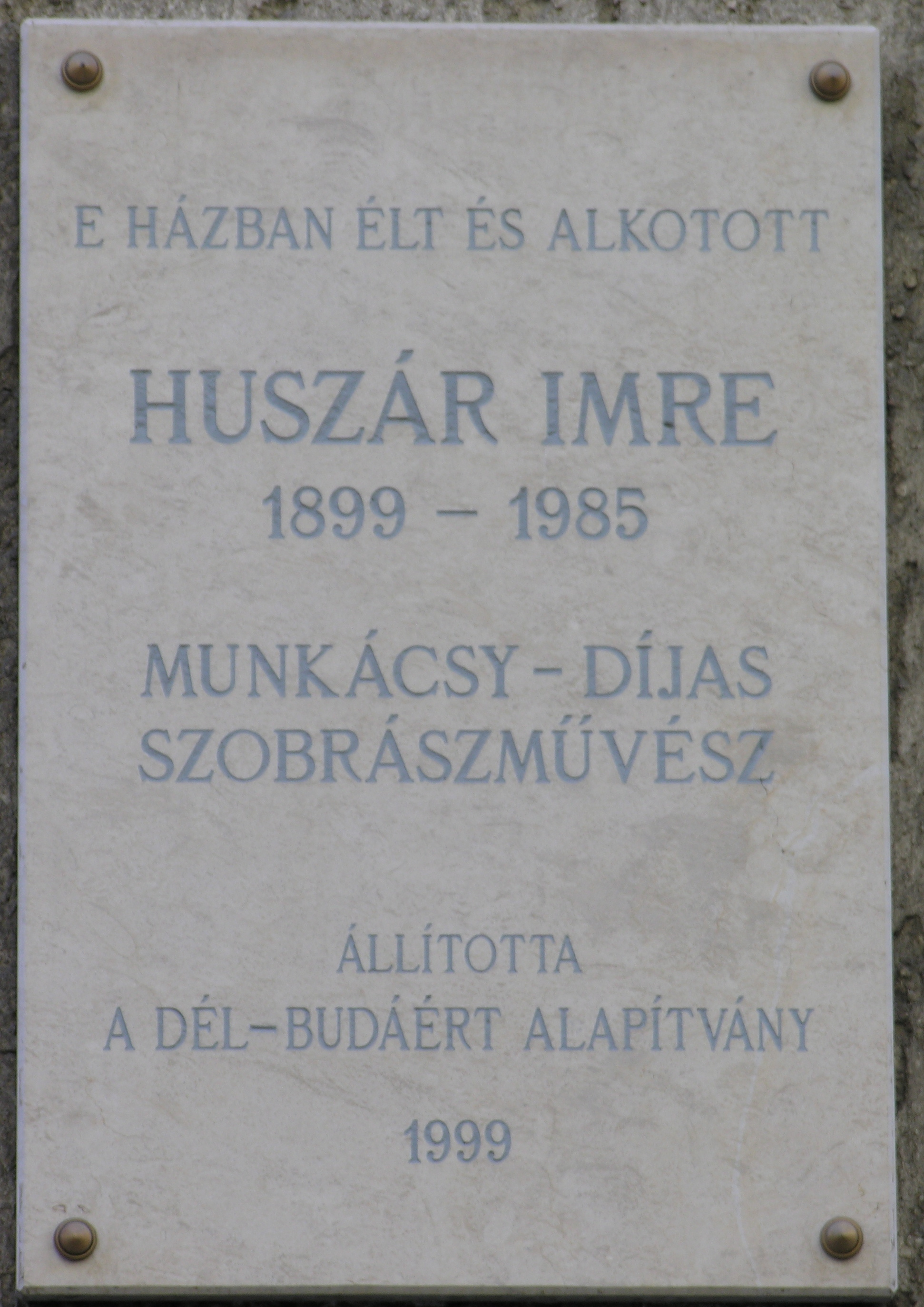
Emléktáblája Budapest XI. kerületében

A brassói Állami Faipari Szakiskolában tanult asztalosságot, fa- és kőfaragást és gipszöntést, majd 1918-ban Kolozsvárott Kolozsvári-Szeszak Ferenc szobrász mellett folytatta tanulmányait, akiknek révén megismerkedett meg Strobl Alajos, aki szintén mestere volt. Amikor kitört az első világháború, megszakította tanulmányait, később különféle mesterségekkel próbálkozott. 1920-tól 1926-ig az Iparművészeti Iskolában Mátrai Lajos és Simay Imre mellett tanult, majd mivel Budapesten nem tudott megélni, Párizs ment. Itt egy esztendeig dolgozott mint segéd Le Mercier műtermében, ahol nagyszabású emlékműveket készített, 1927-től látogatta a Grande Chaumière-t, É. A. Bourdelle osztályában töltött egy évet. 1927-ben a Salonban már kiállították két életnagyságú szobrát. 1931 és 1933 között a Galerie Standard Diamant-nak dolgozott. Az Union des Artistes Modernes (UAM), majd 1937-ben a Világkiállítás szobrászzsűrijének tagja volt, elnyerte a Párizsi Világkiállítás kitüntetését. 1939-ben hazatért, a Képzőművészek Új Társaságának tagja lett, Blattner Géza bábszínházának is tervezett. 1940-ben a Műbarátnál rendezett tárlatot Istókovits Kálmánnal közösen, ettől az évtől porcelángyáraknak is dolgozott és állami ösztöndíjas lett. Az iparművészeti kiállításokon kisméretű állatfigurákat mutatott be, a képzőművészeti tárlatokra pedig a nagyobb méretűeket küldte be. Ezeket márványból is kifaragta. 1939-ben megrendelte Fóka modelljét a Herendi Porcelángyár, amint három különböző méretben készített el. 1945 után állatfiguráit óvodákhoz és gyermekintézményekhez tervezte és köztéri szobrokat mintázott. Az 1960-as években négy fekvő figurát készített, amelyek Tatabányán, Gyulán, Herenden és Mosdóson tekinthetők meg. Az Iparművészeti Tanácsnak és különböző porcelángyáraknak volt a tanácsadója. Hatottak művészetére: Émile Bourdelle és Henri Laurens. Egyiptomiasan stilizált állatszobrait változatos anyagokból (ébenfa, tölgyfa, fekete márvány, haraszti kő, bronz) készítette.

## Díjak, kitüntetések
- 1973: Munkácsy-díj
- 1976: Nívódíj az V. Debreceni Nyári Tárlaton

## Egyéni kiállítások
- 1930 • Foire de Paris [Báthory Júliával]
- 1930-as években • Zak és Renaissance Galerie, Párizs
- 1940 • Műbarát [Istókovits Kálmánnal]
- 1966 • Művelődési Ház, Veszprém
- 1990 • Műgyűjtők Galéria, Budapest
- 1992 • Terézvárosi Galéria, Budapest

## Válogatott csoportos kiállítások
- 1947 • Alkotás Művészház 36. kiállítása
- 1948 • 90 művész kiállítása, Nemzeti Szalon, Budapest
- 1950-től • Magyar képzőművészeti kiállítások, Műcsarnok, Budapest
- 1955 • Képzőművészetünk tíz éve, Műcsarnok, Budapest
- 1960 • Grafikai és kisplasztikai kiállítás, Csók Galéria, Budapest
- 1976 • V. Debreceni Nyári Tárlat
- 1978 • Magyar szobrászat, Műcsarnok, Budapest
- 1984 • Országos Képzőművészeti Kiállítás '84, Műcsarnok, Budapest
- 1985 • IX. Országos Kisplasztikai Biennálé, Pécs

## Művek közgyűjteményekben
- Déri Múzeum, Debrecen
- Janus Pannonius Múzeum, Pécs
- Magyar Nemzeti Galéria, Budapest
- Medgyessy Ferenc Emlékmúzeum, Debrecen
- Sárospataki Képtár
- Sárospatak
- Stockholm

## Köztéri művei
- Hajót tartó nő (1938, Párizs, Foir de Paris)
- Ló (Budapest, Vidámpark, 1944-1945-ben elpusztult)
- Diana őzzel (bronz, 1959, Kazincbarcika)
- Lovas (1960, Herceghalmi Áll. Gazdaság)
- Két paripa (1964, Budapest, Vidám Park, elpusztult)
- Álló nő (1965, Tihany)
- Fekvő nő (kő, 1965, Tatabánya, strand)
- Tanítás (alumínium, 1966, Tanintézet, Budapest, Fehérvári út 159.)
- Napozó nő (1969, Gyula, Mikro Hotel)
- Korsós lány (1977, Herend)
- Hal (kő játszóplasztika, 1977, Debrecen, Dobozi u. telepi óvoda)
- Csodaszarvas (alumínium, 1966, Agárd)